# Hanns Jencke

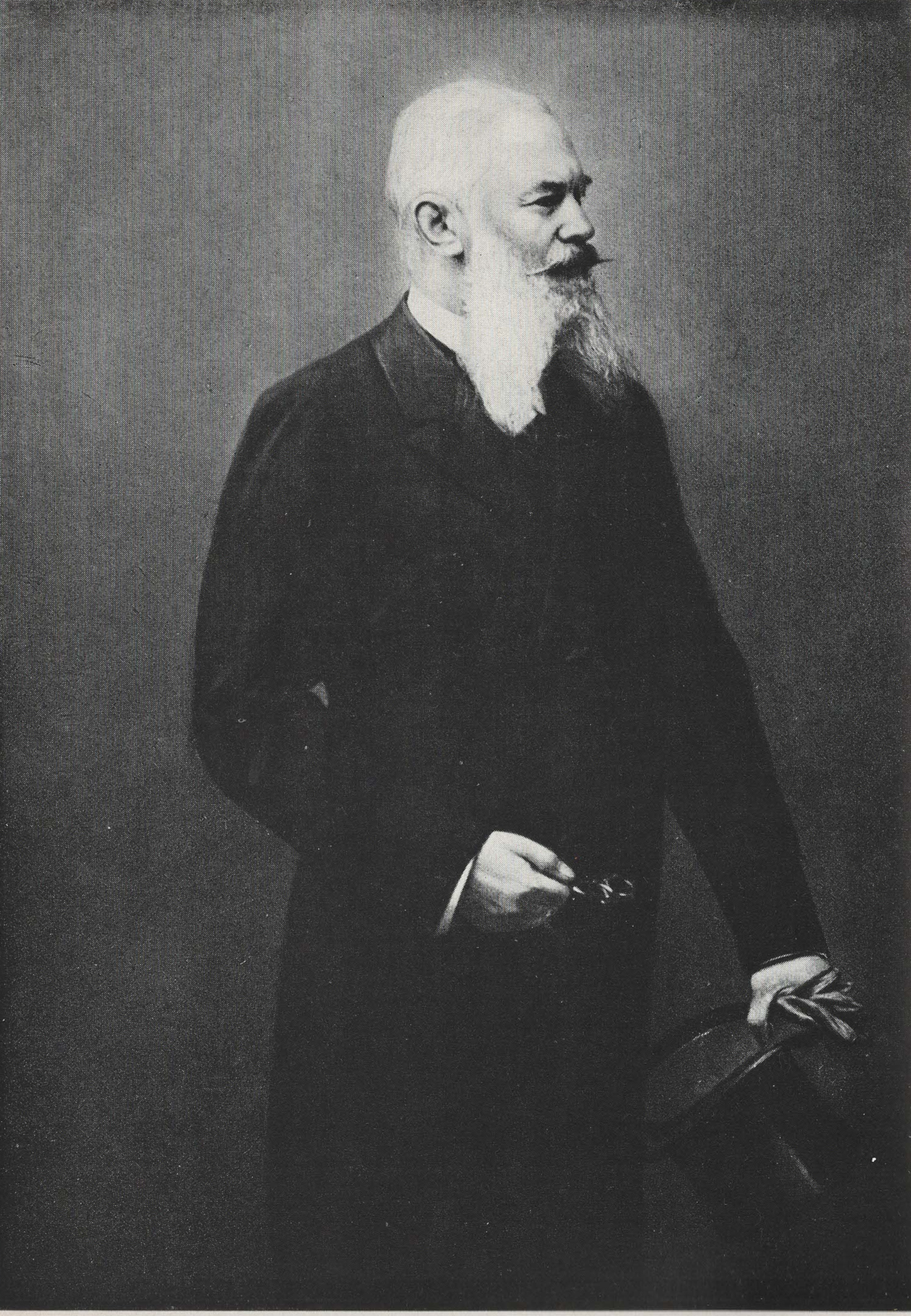
Hanns Jencke

Hanns Jencke (* 6. April 1843 in Dresden; † 8. März 1910 ebenda) war ein deutscher Manager und industrieller Interessenvertreter. Nachdem er hochrangiger Beamter der Königlich Sächsischen Staatseisenbahn war, wurde er Direktoriumsvorsitzender der Firma Krupp, Vorsitzender des Centralverbandes Deutscher Industrieller und Präsident der Handelskammer Essen.

## Leben
Hanns Jencke war Sohn von Johann Friedrich Jencke (1812–1893) dem Gründer und Leiter der Taubstummenanstalt in Dresden. Die Mutter war Marie, geborene Loewe (1817–1882).
Jencke studierte Rechts- und Staatswissenschaften in Leipzig und Heidelberg. In Leipzig trat er am 13. Januar 1862 der Leipziger Burschenschaft Dresdensia bei. Danach arbeitete er zunächst als Anwalt. Seit 1869 war er in der Generaldirektion der Sächsischen Staatseisenbahn beschäftigt. Im Jahr 1873 wurde er zum Finanzrat ernannt und war Chef der Verkehrsabteilung. Nachdem er sich an den Verhandlungen über das Reichseisenbahngesetz beteiligt hatte, schied Jencke 1878 aus dem sächsischen Staatsdienst als Geheimer Finanzrat aus.
Stattdessen wurde er von Alfred Krupp in dessen Firma in Essen zum Vorsitzenden der Prokura berufen. Seit 1888 war er Vorsitzender des Direktoriums des Unternehmens. Er war seit dieser Zeit faktisch Leiter des Gesamtunternehmens. Zuvor hatte er das  Generalregulativ aus dem Jahr 1872 einer Revision unterzogen. In seine Dienstzeit fällt der Erwerb einer Reihe von anderen Firmen, darunter die Germaniawerft in Kiel und das Grusonwerk in Magdeburg. So war er maßgeblich an der Entwicklung der Firma Krupp zu einem Weltunternehmen beteiligt.
Jencke war Mitglied des Preußischen Staatsrates. In dessen Verhandlungen vertrat er klar den Anspruch auf die Autorität des Unternehmers gegenüber den Arbeitern etwa in der Debatte zur Arbeitsschutzgesetzgebung im Jahr 1890. Arbeiterausschüsse lehnte er ab. Obwohl er sich zu diesem Zeitpunkt mit seinen Äußerungen gegen Wilhelm II. richtete, war dieser offenbar von Jenckes Sachkunde und Person so beeindruckt, dass er ihm vergeblich das Amt des preußischen Ministerpräsidenten anbot.
Die industriellen Interessen, insbesondere die der Ruhrindustrie, vertrat Jencke in verschiedenen Verbänden. Er war von 1885 bis 1902 Präsident der Handelskammer Essen. Außerdem war er Vorsitzender des Vereins für die Bergbaulichen Interessen im Oberbergamtsbezirk Dortmund (1890–1902). Er übte als Direktoriumsmitglied (seit 1890) und später als Vorsitzender (1901–1904) großen Einfluss auf den Kurs des Centralverbandes Deutscher Industrieller aus. Auch in diesen Ämtern vertrat er eine ausgeprägt autoritäre sozialpolitische Haltung.
Nach Konflikten mit dem Firmeninhaber Friedrich Alfred Krupp schied Jencke im Herbst 1902 vorzeitig aus dem Dienst aus. Er zog nach Dresden und wurde 1903 Vorsitzender des Aufsichtsrates der Dresdner Bank. Seit 1904 war er Mitglied der ersten Sächsischen Ständekammer. Von der Technischen Hochschule Dresden erhielt er die Ehrendoktorwürde. Im Essener Stadtteil Holsterhausen erhielt die Jenckestraße 1914 seinen Namen.